# Врумиз
«Врумиз» (кор. 부릉! 부릉! 브루미즈) — южнокорейский анимационный телесериал, созданный компанией SAMG Entertainment.

## Разработка и производство
Мультсериал «Врумиз» был выпущен в октябре 2009 года. В том же году он был представлен на выставке MIPCOM в Каннах, Франция. 
В 2014 году мультсериал начал транслироваться в России на телеканале «Карусель». Позже трансляция «Врумиза» началась в Китае, Вьетнаме и других азиатских странах. Всего было создано 300 наименований «Врумиза», включая тематические кафе и игровые площадки.
Слоган мультсериала: «Некогда скучать!». Девиз мультсериала: «Вместе мы сможем всё!».

## Персонажи

### Основные
- Банги (озв. Nitzan Sitzer) — обезьяна (дата рождения 14 марта).
- Джиральдина (озв. Karine Hyman) — жираф (дата рождения 18 октября).
- Люси (озв. Lola Kreisman) — лиса (дата рождения 20 августа).
- Пити (озв. Tamir Kreisman) — панда (дата рождения 23 июля).
- Спиди (озв. Simon Shocket) — гепард (дата рождения 21 апреля).
- Томми (озв. Udi Razzin) — волк (дата рождения 25 марта).
- Фарра (озв. Zohar Manikar) — оленёнок (дата рождения 15 мая).

### Второстепенные
- Бу-Бу (озв. Susan Hadash) — свинка с тремя поросятами.
- Джейк Джонс (озв. Ohad Shachar) — хамелеон.
- Док — дракон.
- Зи — зебра.
- Кроко-Бус — крокодил.
- Кэмми — воробей.
- Мак — тигр.
- Ронда — носорог.
- Хэнк — автопоезд.
- Чип — гиппопотам.

### Антагонисты
- Слон пожарный.
- Спанки (озв. Zach Cohen) — скунс (дата рождения 7 июля).
  - Лайонел (озв. Raanan Rosenbaum) — лев.
  - Софи — суслик.

## Список серий

### 1 сезон
1. Пропавшие проказники.
2. В поисках веселья.
3. Сила воображения.
4. Спасение на скорость.
5. Клуб не для всех.
6. Привидение каньона Карбюраторов.
7. Самый лучший полицейский.
8. Унесённые ветром.
9. Загадочная дорога.
10. Лунный Банги.
11. Забытый друг.
12. Грязная катастрофа.
13. День розыгрышей.
14. Ночные приключения.
15. Гаражная распродажа.
16. Копировальная машина.
17. Маленький врунишка.
18. Остуди двигатель.
19. Капитан чистоты.
20. Снежный день.
21. Фантастика.
22. Юные детективы.
23. Летняя история.
24. Дух соперничества.
25. На морском причале.
26. Легенда о драконе.

### 2 сезон
1. Новая подруга.
2. Шуточная болезнь.
3. Ложная тревога.
4. Цирковая жизнь.
5. Волшебная лампа.
6. Сильный соперник.
7. Гонка на льду.
8. Чистая победа.
9. Дедушка Стэнли.
10. Неожиданная преграда.
11. Парк проблем.
12. Застенчивый чемпион.
13. Невероятный Дейв.
14. Упрямый пациент.
15. Угроза на двух колёсах.
16. Загадки на спор.
17. В поисках сокровищ.
18. Ночная гонка.
19. Пришельцы в городе.
20. Неожиданный поворот.
21. Лесной друг.
22. Весёлая команда.
23. Лети как ветер.
24. Силач Пити.
25. Рождественская история.
26. Спиди должен проиграть.

### 3 сезон
1. Отряд рейнджеров Зиппи Сити.
2. Шоколадная катастрофа.
3. На врунишке горят штанишки.
4. Не хочу спать.
5. Фестиваль цветов.
6. Нашествие призраков.
7. Застенчивый динозавр. Часть 1.
8. Застенчивый динозавр. Часть 2.
9. Гав ТВ в прямом эфире!
10. Давайте споём!
11. Все на уборку!
12. Быстрый Банги!
13. Нет хулиганам!
14. Ленивая волна.
15. Монстр из пещеры.
16. Камень желаний.
17. Наклейка с подвохом.
18. Робот-снеговик.
19. Сладкий город.
20. Хочу быть героем!
21. Время фейерверков.
22. Охранник для Смайли.
23. Самозванцы в городе. Часть 1.
24. Самозванцы в городе. Часть 2.
25. С Рождеством, Доктор Гав! Часть 1.
26. С Рождеством, Доктор Гав! Часть 2.